# Eisenbahnunfall von Paranesti
Bei dem Eisenbahnunfall von Drama entliefen am 11. Mai 1913 bei Drama 25 Wagen eines Zuges und kollidierten mit anderen Wagen. 150 Menschen starben. 

## Unfallhergang
Stadt und Umland von Drama gehörten nach dem Ersten Balkankrieg kurzfristig zu Bulgarien. Heute liegen sie in Griechenland.
Bei einem bulgarischen Militärzug, der auf der Eisenbahnstrecke Thessaloniki–Alexandroupoli–Swilengrad unterwegs war und 30 Wagen führte, riss in einer Steigung nach dem fünften Wagen die Kupplung, so dass sich 25 Wagen in das Gefälle in Bewegung setzten. In Buk (heute: Paranesti) kollidierten sie mit 28 dort stehenden, ebenfalls besetzten Wagen eines anderen Militärzuges. 150 Menschen starben, 200 wurden darüber hinaus verletzt.